# Patriotic Alternative
Patriotic Alternative (PA) est un mouvement politique néonazi britannique fondé en septembre 2019 par Mark Collett (en).
Il est sous surveillance antiterroriste par le gouvernement écossais depuis 2022.

## Historique
Patriotic Alternative est fondée en septembre 2019 par Mark Collett (en), ancien directeur de la communication du Parti national britannique,. Il est organisé par des responsables régionaux. Le Times le qualifie en 2023 de « plus grand mouvement suprémaciste blanc d'extrême droite de Grande-Bretagne »,. La même année, un chercheur au sein de l'organisation Hope not Hate (en) estime qu'il compte quelques centaines de membres actifs. En 2024, d'après le politologue Jean-Yves Camus, son noyau dur est constitué d'une dizaine de personnes.
En avril 2023, Kenny Smith mène une scission de Patriotic Alternative pour former le Homeland Party. La majorité des organisateurs régionaux de PA quittent l'organisation, critiquant le manque de direction politique, l'incompétence organisationnelle et l'arrogance du leader Mark Collett. Les dissidents reprochent également à Collett de se concentrer sur le cybermilitantisme plutôt que sur l'organisation communautaire réelle, ainsi que l'échec répété de PA à obtenir un enregistrement officiel en tant que parti auprès de la commission électorale.

## Activités
Patriotic Alternative maintient une présence sur Twitter, Telegram, Gab et Odysee. Ses comptes Facebook et Instagram sont supprimés en février 2021. Telegram est son principal moyen de communication. Il adopte un discours édulcoré sur les réseaux sociaux grand public, présentant ses objectifs comme la « défense des droits de notre peuple », tandis que son site web expose plus explicitement son idéologie néofasciste centrée sur les « Britanniques blancs autochtones ».
En privé, les membres échangent des messages antisémites, racistes et niant la Shoah, ainsi que des images de membres armés et de symboles nazis,. Des appels à la violence, dont des appels à la guerre raciale, ont régulièrement lieu,. En 2022, une enquête du Ferret (en) dévoile que plusieurs membres diffusent sur un canal Telegram privé des guides de fabrication d'armes improvisées, des manuels de combat et des citations de terroristes suprémacistes blancs. En août 2021, un ancien membre révèle que PA Scotland a établi une liste d'une soixantaine d'organisations et d'individus écossais opposés au racisme et au fascisme, dans le but de les infiltrer.
Le groupe mise sur des activités d'apparence banales (concours de pâtisserie, soirées cinéma, sessions de jeux vidéo) pour créer un sentiment d'appartenance communautaire et réduire les barrières d'entrée vers le nationalisme blanc. Il utilise les jeux vidéo en ligne et organise des tournois du jeu Call of Duty pour recruter de jeunes sympathisants,. Il propose également un programme d'enseignement à domicile en ligne destiné aux enfants de moins de sept ans, dans lequel il est notamment affirmé que tous les Anglais ont la peau blanche.

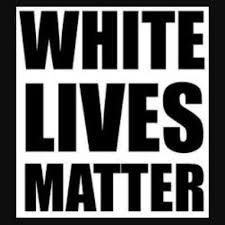

Le mouvement coordonne en août 2020 une campagne d'affichage de banderoles « White Lives Matter » dans une trentaine de lieux à travers le Royaume-Uni, coïncidant avec la Journée internationale des populations autochtones dans le but de présenter les Blancs comme un « peuple autochtone » menacé.
En 2023, il tente d'infiltrer des campagnes anti-immigration préexistantes et organise des manifestations dans des villes comme Knowsley, Cannock et Kingston upon Hull en Angleterre, ainsi qu'Erskine en Écosse. Il mène également des actions contre des événements de drag queens.
En 2024, PA fait partie des organisations ayant incité aux émeutes faisant suite à une attaque au couteau à Southport. Au moins un membre de PA prend part aux émeutes.
En mai 2025, Patriotic Alternative et le média d'information d'extrême droite Unity News Network publient une déclaration commune encourageant leurs partisans à infiltrer Reform UK pour exercer une influence sur ce parti. La déclaration affirme que des milliers de partisans de ces groupes d'extrême droite seraient déjà membres de Reform UK et occuperaient des positions de pouvoir au sein du parti. En août 2025, il participe à une série de manifestations anti-migrants, notamment dans le nord de l'Angleterre.

## Positionnement politique et idéologie
Positionné à l'extrême droite,,,,, le groupe est néonazi,, et suprémaciste blanc,. Son discours mêle victimisation blanche, théories conspirationnistes anti-immigration, (notamment celles du génocide blanc, et du grand remplacement,, présentées comme des « vérités scientifiques ») et imagerie écologique idéalisée de la campagne anglaise, dans une démarche qualifiée de « racisme biologisé » par l'universitaire William Alchorn.
Ainsi, il se présente comme ayant pour mission de sensibiliser à « l'impact environnemental de l'immigration de masse ». Il se donne également pour mission d'alerter sur « l'endoctrinement et les biais politiques qui ont cours dans les écoles britanniques ». L'organisation appelle les Britanniques blancs à se protéger contre ce qu'elle présente comme une menace existentielle orchestrée par une élite libérale mondiale. La théorie du complot du marxisme culturel apparaît fréquemment dans leurs publications.

## Affiliations
Une enquête menée en 2021 par le Ferret (en) après l'infiltration du canal Telegram privé de PA par l'Antifascist Research Collective permet de déterminer que d'anciens militants du Parti national britannique, de la Scottish Defence League et du groupe néonazi Blood and Honour se trouvent parmi ses membres. PA est décrite par le groupe de défense d'intérêts antiraciste Hope not Hate (en) comme tentant d'unir différentes factions de l'extrême droite britannique sous une bannière nationaliste raciale et antisémite. En octobre 2022, elle organise une conférence secrète à Stirling (Écosse) où intervient notamment un militant lié à un groupe terroriste néonazi interdit.
En mars 2021, Mark Collett, en tant que représentant de Patriotic Alternative, participe à une conférence en ligne réunissant le groupuscule Les Braves de Daniel Conversano, le Parti social nationaliste syrien et le Mouvement de résistance nordique (MRN), à l'issue duquel Mark Collet et Simon Lindberg (sv) du MRN appellent à l'union des nationalistes blancs. En septembre 2021, PA concrétise ce partenariat avec Les Braves par la publication d'un article des Braves sur son site web. L'activiste australien Blair Cottrell (en) participe à une conférence du groupe en 2024.

## Impact
Selon le groupe de recherche antifasciste Red Flare, Patriotic Alternative a réussi à faire sortir le militantisme fasciste britannique de la marginalité depuis sa création, et est parvenu à introduire ses théories suprémacistes dans le débat politique mainstream.

## Affaires judiciaires
En Écosse, la branche locale de Patriotic Alternative est surveillée depuis 2022 dans le cadre de la stratégie antiterroriste du gouvernement écossais. Kenny Smith, l'un des dirigeants de la branche écossaise de PA, est reconnu coupable de détention illégale de munitions en novembre 2022.
En mars 2023, Kristofer Thomas Kearney, ancien membre du groupe néonazi National Action jusqu'à son interdiction en 2016, et « responsable fitness » de Patriotic Alternative, plaide coupable pour deux chefs d'accusation de diffusion de publications terroristes. Il est le premier membre de PA à être condamné pour des infractions terroristes.